# فواد موزوروویچ
فؤاد موزوروویچ (انگلیسی: Fuad Muzurović؛ زادهٔ ۳ نوامبر ۱۹۴۵) بازیکن سابق و مربی فوتبال اهل بوسنی و هرزگوین است.
از باشگاه‌هایی که در آن بازی کرده‌است می‌توان به باشگاه فوتبال سارایوو اشاره کرد.